# Horst Skoff
Horst Skoff (Klagenfurt, 22 de agosto de 1968 — Hamburgo, 7 de junho de 2008) foi um ex-tenista profissional austríaco.
Ele chegou ao top 20 do ranking mundial da ATP e conquistou quatro títulos na carreira em 11 finais disputadas, tendo inclusive derrotado Boris Becker.

## Vida pessoal
Por sete anos, ele teve um relacionamento com a modelo e Miss Mundo austríaca Ulla Weigerstorfer.

## Morte
Skoff morreu de ataque do coração no dia 7 de Junho de 2008 em Hamburgo na Alemanha, após uma sessão de sadomasoquismo num clube de sexo. À época ele tinha apenas 39 anos de idade.